# Martin Schmidt (Ökonom)
Martin Schmidt (* 13. Juni 1905 in Köln; † 16. Juni 1961 in Berlin) war ein deutscher Kommunist. Er war von 1958 bis 1961 Präsident der Deutschen Notenbank der DDR.

## Leben
Der Sohn eines Sattlers absolvierte nach dem Besuch der Volksschule und des Gymnasiums mit Abitur von 1924 bis 1926 eine Ausbildung zum Kaufmann in Hamburg. Es folgte ein Studium der Wirtschaftswissenschaften. Schmidt war seit 1929 Mitglied der KPD, seit 1930 Mitarbeiter des KPD-Nachrichtendienstes und lebte seit 1933 im Untergrund. Nach Aufenthalt in Moskau wurde er nach seiner Rückkehr nach Deutschland im Oktober 1935 verhaftet. 1936 wurde er wegen „Vorbereitung zum Hochverrat“ zu zehn Jahren Zuchthaus verurteilt und war bis 1945 im Zuchthaus Brandenburg in Haft. 
Nach dem Krieg wurde er stellvertretender Abteilungsleiter der Abteilung Personalfragen und Verwaltung im ersten Nachkriegsmagistrat von Berlin und 1946 Mitglied der SED. Ab 1949 war er Stadtkämmerer bzw. Stadtrat für Finanzen des Ostberliner Magistrats. Von 1950 bis 1953 war er als Berliner Vertreter Abgeordneter der Volkskammer. 1953 wurde er Hauptabteilungsleiter im Ministerium der Finanzen, 1954 Stellvertreter und 1956 1. Stellvertreter des Ministers. Schmidt wurde 1956 promoviert und war von 1955 bis 1958 Professor für Finanzwesen der Humboldt-Universität. Von April 1958 bis zu seinem Tod war er Präsident der Deutschen Notenbank der DDR. Am 28. Mai 1958 wurde ihm auf einer gemeinsamen Sitzung der Volks- und Länderkammer das Vertrauen als Mitglied des Ministerrates der DDR ausgesprochen.

## Auszeichnungen
- 1956: Vaterländischer Verdienstorden in Silber
- 1960: Orden Banner der Arbeit